# ميرا عوض
ميرا أنور عوض (بالعبرية: מירה עווד, ولدت بتاريخ 1 حزيران يونيو 1975) هي عربية إسرائيلية مغنية وممثلة وشاعرة غنائية، تعيش حالياً في تل أبيب في إسرائيل, وهي أول عربية يتم اختيارها لتمثل إسرائيل في مسابقة يوروفيجن للأغاني، وكانت الأولى مع المغنية أخينوعم نيني عند غناء أغنية (بالإنجليزية: There Must Be Another Way)‏ مع كلمات عربية في المسابقة.

## حياتها
ولدت ميرا عوض في الرامة - الجليل لأب عربي من الجليل (أنور)، وهو طبيب بحكم مهنته، وأم بلغارية اسمها سنييانكا. درست في مدرسة ريمون للجاز والموسيقى المعاصرة في رمات هشارون، إسرائيل.
منذ عام 2013 تعيش في تل أبيب مع زوجها يهودي، كوستا موغولابيتش.

## وصلات خارجية
- ميرا عوض على موقع IMDb (الإنجليزية)
- ميرا عوض على موقع ألو سيني (الفرنسية)
- ميرا عوض على موقع ميوزك برينز (الإنجليزية)
- ميرا عوض على موقع أول موفي (الإنجليزية)
- ميرا عوض على موقع قاعدة بيانات الأفلام السويدية (السويدية)
- ميرا عوض على موقع ديسكوغز (الإنجليزية)
- ميرا عوض على موقع قاعدة بيانات الفيلم (الإنجليزية)
- ميرا عوض على موقع كينوبويسك (الروسية)